# 和歌山県不動産鑑定士協会
一般社団法人和歌山県不動産鑑定士協会（いっぱんしゃだんほうじんわかやまけんふどうさんかんていしきょうかい 英称 Wakayama Association of Real Estate Appraisers）は、一般社団法人及び一般財団法人に関する法律第22条に基づいて設立された一般社団法人。前身は社団法人日本不動産鑑定協会（2012年4月1日付で公益社団法人日本不動産鑑定士協会連合会に移行。）の和歌山県部会である。和歌山県内の不動産鑑定士は、和歌山県不動産鑑定士協会を通じて日本不動産鑑定協会に備え付けられた不動産鑑定士名簿に登録することが義務づけられており、和歌山県の不動産鑑定士を会員とする組織である。また、同会は近畿6府県（滋賀、京都、大阪、兵庫、奈良、和歌山）の各不動産鑑定士協会により組織する近畿不動産鑑定士協会連合会の構成員の一員でもある。

## 本部所在地
- 〒640-8156 和歌山県和歌山市七番丁17 和歌山朝日ビル5階

## 業務内容
- 不動産鑑定士会員の業務技能向上のための研修会・講習会事業等の実施

- 日本不動産鑑定士協会連合会との連携事業

- 和歌山県との路線価に関する連携事業

- 不動産鑑定に関する助言・相談

- 県内各市町村との路線価に関する連携事業